# Fianoniella stenognatha
Fianoniella stenognatha là một loài tò vò trong họ Ichneumonidae.